# دایتو-ایواته
دایتو-ایواته (به لاتین: Daitō) یک منطقهٔ مسکونی در ژاپن است که در ناحیه توهوکو واقع شده‌است. دایتو-ایواته ۱۶٬۶۵۵ نفر جمعیت دارد.